# راينر شوبرت
راينر شوبرت (بالألمانية: Rainer Schubert)‏ هو منافس ألعاب قوى ألماني، ولد في 12 أكتوبر 1941 في درسدن في ألمانيا، وتوفي في 13 أغسطس 2014 في باد كرويتسناخ في ألمانيا.

## وصلات خارجية
- راينر شوبرت على موقع أوليمبيديا (الإنجليزية)